# Groix
Groix (bret. Enez Groe) – wyspa, miejscowość i gmina we Francji, w regionie Bretania, w departamencie Morbihan.
Według danych na rok 1990 gminę zamieszkiwały 2472 osoby, a gęstość zaludnienia wynosiła 167 osób/km² (wśród 1269 gmin Bretanii Groix plasuje się na 239. miejscu pod względem liczby ludności, natomiast pod względem powierzchni na miejscu 672.).